# Hans Deloch
Johannes Ernst Arthur Wenceslaus Deloch (* 14. April 1881 in Karchwitz, Landkreis Cosel; † 1. August 1956 in Wiesbaden) war ein deutscher Verwaltungsjurist und Landrat in Cosel, Beuthen und Oels.

## Leben
Deloch war ein Sohn des Rittergutsbesitzers Johann Deloch auf Karchwitz im Kreis Cosel. Er besuchte das Gymnasium in Neustadt (Oberschlesien) und studierte Rechtswissenschaften in Heidelberg, Berlin und Breslau. 1900 wurde er im Corps Rhenania Heidelberg recipiert. Ab 1904 war er Gerichtsreferendar in Gnadenfeld und in Beuthen. Später wechselte er in die Verwaltungslaufbahn und wurde Regierungsreferendar in Oppeln und Ratibor. 1909 bestand er das Assessorexamen und wurde Regierungsassessor in Oschersleben. Am Ersten Weltkrieg nahm er zuletzt als Hauptmann der Reserve teil. Nach Kriegsende wurde er auch bei den Aufständen in Oberschlesien eingesetzt. Ausgezeichnet wurde er unter anderem mit den Eisernen Kreuzen II. und I. Klasse und mit dem Schlesischen Bewährungsabzeichen II. und I. Klasse. Noch 1917 wurde Deloch zum Regierungsrat bei der Regierung in Posen ernannt. 1919 wurde er zum Landrat im Kreis Cosel ernannt, 1923 im Kreis Beuthen-Tarnowitz und 1937 im Kreis Oels.